# Lexikon des Jura
Das Lexikon des Jura (französisch Dictionnaire du Jura, kurz DIJU) ist ein historisches Nachschlagewerk, welches das Gebiet des damaligen Fürstbistums Basel und heutigen Kantons Jura behandelt. Es enthält zum einen alle relevanten Artikel des bekannteren Historischen Lexikons der Schweiz, aber auch zahlreiche selbst recherchierte Artikel. Insgesamt 9000 Themen können im DIJU nachgelesen werden.
Das Projekt wurde 2003 vom Cercle d’études historiques und der Société jurassienne d’émulation initiiert, und im Oktober 2005 wurde das Nachschlagewerk im Internet zugänglich gemacht. Im Jahr 2011 folgte eine deutschsprachige Benutzeroberfläche und seither eine ständige Weiterentwicklung des deutschsprachigen Inhalts. Das Projekt wird von den Kantonen Jura und Bern finanziell unterstützt und von einem Dreierteam geleitet: Philippe Hebeisen, Geschichtswissenschaftler an der Universität Neuchâtel, Luc Vallat, wissenschaftlicher Mitarbeiter und Musikwissenschaftler an der Universität Bern, und Myriam Müller-Perruchoud.